# Dennis van der Geest
Dennis van der Geest (27 de junho de 1975) é um judoca holandês.
Foi medalhista de bronze nos Jogos Olímpicos de 2004 em Atenas., além de campeão europeu (2000, 2002) e mundial (2005) de judô.